# Saint-Maurice-aux-Forges
Saint-Maurice-aux-Forges település Franciaországban, Meurthe-et-Moselle megyében. Lakosainak száma 100 fő (2022. január 1.). Saint-Maurice-aux-Forges Ancerviller, Badonviller, Fenneviller és Sainte-Pôle községekkel határos.

## Népesség
A település népessége az elmúlt években az alábbi módon változott:
| Lakosok száma | 93   | 74   | 72   | 83   | 99   | 106  | 101  | 98   | 98   | 100  |
|               | 1968 | 1982 | 1990 | 2006 | 2013 | 2015 | 2017 | 2019 | 2020 | 2022 |